# Georges Duffuler
Georges Duffuler, né le 13 octobre 1925 à Dunkerque, ville où il est mort le 19 septembre 2007, est un footballeur français. Il était gardien de but.
Père de neuf enfants, il doit renoncer à la sélection nationale en raison de sa phobie de l'avion [réf. nécessaire].

## Carrière
- US Malo Rosendaal
- 1947-1957 : RC Lens
- 1957-1960 : Lille OSC[2]

## Statistiques
- 258 matches en Division 1
- Premier match en D1 : le 21 août 1949, Lens - Nice (2-1).

## Palmarès
- Finaliste de la Coupe de France en 1948 avec Lens
- Finaliste de la Coupe de France avec Lille